# 오굴 카미시 카툰
오굴 카미시 카툰(몽골어: ᠤᠤᠭᠠᠯ
ᠬᠠᠶᠢᠮᠢᠰᠢ
ᠬᠠᠲᠤᠨ Oγul Qaimiš Khatun, 키릴 문자:Огул Каймиш, Огул-Гаймыш,  한국 한자: 斡兀立 海迷失 可敦 알올립 해미실 가돈: ? - 1252년 4월)은 몽골 제국의 황후이자, 섭정으로, 귀위크 칸의 대카툰(제1황후)이며, 몽골 제국의 네 번째 대카툰이다. 1248년 4월 남편이 죽자 3년간 임조칭제로 몽골 제국을 섭정, 카간직을 대행했다. 페르시아어 사서에서는 우굴 카이미시(اوغول قیمیش خاتون)로 나타난다. 해미실후(海迷失后)로도 부른다. 
메르키트부 출신으로 알려져 있다. 하지만 일각에서는 오이라트부 출신이라고도 한다. 일설에는 쿠드카 베키의 딸이라는 설이 있다. 자매로 비슷한 이름의, 툴루이 칸과 몽케 칸의 첩 오굴 투이미시 카툰(禿忒迷)과 혼동되기도 한다. 1246년 귀위크 칸이 몽골의 대칸이 되자 대카툰이 되고, 1248년 4월 귀위크가 신장의 비시바리크에서 급서하자, 시신을 운구한 뒤 섭정이 되었다. 그는 정치적 모략 능력이 부족했고, 무속인과 주로 어울렸다. 오고타이계 왕족을 차기 칸으로 세우려 했고, 몽케 칸에 반대했으나 실패하였다. 1251년 몽케 칸을 저주했다는 이유로 체포, 고문을 받다가 사형당했다. 쿠빌라이 카안이 태묘를 건립할 때, 흠숙황후(欽淑皇后)의 시호를 받았다.

## 생애

### 생애 초기
몽골비사에 의하면 오이라트부 오굴씨 출신 쿠투카 베키의 딸이다. 메르키트부 출신이라는 설도 있다. 그녀의 오빠 토레르치 쾨르겐은 칭기즈 칸의 딸 치체겐과 혼인하였고, 여동생 오굴 투이미시 카툰은 후일 툴루이 칸와 결혼했다가 툴루이 사후, 그의 장남 몽케 칸이 수계하였다. 토레르치 쾨르겐의 아들들 중 부카 테무르, 바르스부카 등은 아리크 부카, 훌라구의 자녀들과 혼인했고, 토레르치의 딸 쿠이쿠 카툰과 올제이투 카툰은 툴루이의 아들 일 한국의 훌라구의 부인이 되었다.
오굴 카미시의 어린 시절과 초기 생애에 대해서는 알려진 것이 없다. 그의 친정 오굴씨는 1208년 칭기즈 칸에게 투항했다. 그러나 1216년-1219년 오굴씨가 칭기스 칸에게 반역했다가 진압당한 뒤 약탈혼 전통에 따라 칭기스 칸의 손자 귀위크의 처로 주어졌다. 
귀위크의 제3황후로, 메르키트 족 출신 메르키트 울루헤이미시(蔑儿乞 乌兀儿黑迷失)가 일찍 사망하면서, 오굴 카이미시가 귀위크의 정비가 되었다.

### 황후 재임
오고타이 칸 사후, 킵차크 한국의 바투 등의 반대로 쿠릴타이가 열리지 못했다. 오고타이는 생전 후계자로 손자 시레문을 지명하였으나
퇴레게네 카툰의 몽골 귀족 설득과 모략으로, 그의 남편 귀위크가 1246년 8월 24일 칸위에 올랐다. 귀위크가 칸위에 오른지 얼마 뒤 퇴레게네 카툰은 병사했고, 병약하여 자주 전염병에 걸렸던데다 술을 좋아한 귀위크는 알콜중독과 질병으로 1248년 4월 사망한다. 카미시는 귀위크와의 사이에 코자와 나쿠 2남을 낳았다. 원사, 원사연의에는 등장하지 않으나, 라시드 알딘의 페르시아계 사서 집사에 의하면 귀위크 칸의 아들들 호자 오굴, 나쿠, 호쿠  중 호자 오굴과 호쿠는 오굴 카미시가 생모라 하였다.
1248년 4월 20일 남편이 투르키스탄 원정을 가던 중 쿰셍기르(현, 신장위구르자치구)에서 사망했다는 소식이 전해지자, 오굴 카미쉬는 섭정 감국이 되었다. 카이미시 카툰은 그의 영지가 있던 에밀 강 지역으로 그의 시신과 함께 관을 운구해왔다.
전대 오고타이 칸 때부터 측근이었던 위구르 출신 친친카이, 그외에 카다크, 발라 등 오고타이 가문의 측근들이 오굴 카미쉬를 보좌하였다. 1248년 동투르키스탄의 오고타이 가문의 영지인 에밀 강가에서 우구데이가의 오르도를 소집했다. 귀위크는 생전 후계자를 지명하지 못하고 죽었고, 오굴 카미쉬는 오고타이 칸이 생전 후계자로 지정했던 시레문을 내세웠다. 귀위크의 부하 친친카이, 카다크, 발라 등이 카미시 카툰의 섭정 노릇을 보좌했다. 카미시 카툰의 아들 나쿠와 코자, 그리고 우구데이의 또다른 손자 시레문은 우구데이가의 카간위 독점을 확고히 하고자 했다. 차가타이 칸국과 예수 몽케가 이것을 지지했다. 하지만 카미시 카툰은 시어머니 퇴레게네 카툰 같은 정치적 모략 능력과 술수, 협상 능력 등이 결여되어 있었고, 주로 무당들과 시간을 보냈다. 
엘지기데이가 프랑스 국왕 루이 9세에게 무슬림에게 대항하는 동맹을 맺자고 제의한 것이 오굴 카미시 카툰의 섭정기간 중 또는 그보다 약간 전에 벌어진 일이다. 루이 9세는 도미니코회 수도사 앙드레 드 롱쥐모를 사절로 답장을 보냈으나 오굴 카미시 카툰은 우선 몽골의 지배에 굴복부터 하라는 답장을 보내면서 몽불동맹은 없던 이야기가 되었다.

### 섭정과 오고타이계 추대 운동
1249년, 청장 칸국의 바투 칸이 알라 카마크에서 대립쿠릴타이를 소집하고 툴루이가의 몽케를 카간으로 추대했다. 오굴 카미시 카툰은 이것을 인정하지 않고 발라를 보내 시레문 또는 다른 우구데이가 출신이 카간으로 선출되어야 한다고 주장했다. 귀위크 칸의 왕비 오굴 카이미쉬 카툰은 다음 칸은 시레문(失烈門)이라며 몽케를 추대하는 것은 우구데이 칸의 유지를 어기는 것이라며 반박했다. 몽케는 누가 우구데이 칸의 뜻에 어긋났느냐며 반박했다. 몽케는 이전 쿠릴타이에서 귀위크를 칸으로 세운 사람들은 누구이고, 오고타이가 후계자로 세운 시레문이 대신 다른 사람을 세운 것은 누구인가, 오고타이 칸의 유언을 뒤집은 것은 오고타이 가문 사람들이며, 이제 또 시레문이 아닌 다른 사람을 칸위에 오르는 것을 반대할 자격은 있느냐며 반박했다. 일설에는 오굴 카미시의 주장에 쿠빌라이가 반박했다는 설이 있고, 무게(木哥) 혹은 미카(末哥)가 반박했다는 설, 툴루이 가문의 다른 사람이 반박했다는 설도 있다.
그가 칭제로 감국을 했다는 설이 있고, 원사 114권 후비 열전에 의하면 시레문을 앉히고 그녀가 시레문을 대신하여 수렴청정을 했다는 설이 있다. 오굴 카미시는 대부분의 시간을 무당들과 보냈다. 오굴 카미시는 시레문을 차기 칸으로 내세우려 했고, 차가타이 한국의 예수몽케가 그를 지원하였다. 원사 104권 후비편에는 어린 시레문을 안고 수렴청정자 6개월을 했다(后抱子失列門垂簾聽政者六月)는 기록이 있는데, 시레문을 칸으로 추대했는지 여부는 불분명하다.
원사 2권 태종 정종편의 정종 귀위크칸 편 하단에 그가 섭정을 하던 3년간의 행사에 대한 고증은 기록이 사라져서 고증할 수가 없다(其行事之詳，簡策失書，無從考也)는 기록을 남겼다.
1250년 초, 프랑스의 앙드레 드 롱주모(André de Longjumeau)가 이끄는 루이 9세의 사절이 카라코룸에 도착, 오굴 카미시를 만났다. 귀위크 칸이 생전에 사절을 보낸 답변이었다. 루이 9세가 보낸 선물은 공물로 여겨졌고, 오굴 카미시는 무슬림과의 싸움에 협력하는 대신, 루이 9세는 자신에게 복종할 것을 요구했다.
1250년 킵차크 한국의 바투가 이식쿨 호수 북쪽지역에서 쿠릴타이를 열자고 제안했다. 이식쿨호는 톈산산맥에 있으며 현재의 키르기스 공화국에 있다.  바투는 몽골과 킵차크한국 중간지점쯤에서 쿠릴타이를 열고, 툴루이의 아들 몽케를 대칸으로 세울 계획을 세웠다. 그러나 오굴 카이미쉬를 비롯 우구데이계 왕족은 거리가 멀며 참여하기 힘들다는 이유로 거절했다. 다음 쿠릴타이는 1251년에 개최 예정되었다.
1251년 툴루이가와 금장 칸국이 케룰렌강가에서 다시 한 번 쿠릴타이를 열고 몽케의 카간 즉위를 공식적으로 선포했다. 오굴 카미쉬와 그의 아들 코자는 쿠릴타이 참여를 거부했다. 오굴 카미시 카툰은 자기 아들 코자를 카간으로 내세웠고 우구데이 가와 차가타이 가는 오굴 카미시 모자를 지지했다.
나중에 몽케 칸은 프랑스에 사절을 보냈는데, 프랑스에서 온 기욤 드 뤼브룩을 만났을 때와, 프랑스의 국왕 루이 9세에 보낸 편지에서 모두 오굴 카미쉬를 최악의 마녀, 개보다 더 비열한 인간이라는 표현을 썼다. 오굴 카이미시는 오고타이 칸의 유지를 들어 몽케의 대칸 선출을 반대했다. 그러나 1251년의 쿠릴타이에서 몽케가 대칸으로 선출되었다. 오고타이계 일부 왕공족들과 엘지기데이의 두 아들 등은 쿠릴타이를 무효로 할 계획을 세웠다가 발각됐다. 1251년 7월 몽케 칸은 오굴 카미시와 그 지지자들을 체포, 재판을 명령했다.

### 최후
우구데이가와 툴루이가의 싸움은 툴루이가의 승리로 끝났고, 1251년 7월 몽케 칸의 명으로 우구데이가는 숙청되었다. 코자는 화남의 대남송전선 최전방으로 유배되었고 시레문은 사형에 처해졌다. 일설에는 시레문은 남송 정벌에 보내졌다가 몽케 칸 말년에 처형당했나는 설이 있다.
오굴 카미시 카툰과 시레문의 모친 카다카치 카툰은 체포되었다. 오굴 카미시 카툰은 벌거벗겨진 채 소르칵타니 베키 등의 앞에서 고문을 받았고, 이내 살해되었다. 죄명은 몽케 칸 암살 음모 혐의였다. 그 시체는 펠트에 둘둘 말아서 강에 던져졌다. 일설에는 케룰렌강에서 던져졌다 한다. 자라이르부족 출신 몽케세르의 고문을 받고 죽었다는 설, 소르칵타니 베키가 그를 처형했다는 설, 몽케 칸이 직접 그녀의 사형을 직접 집행했다는 설이 있다. 신원사와 십팔사략, 원사연의 등에 의하면 오굴 카미시와, 시레문의 생모가 몽케 칸을 저주하는 기도를 천지신명에게 드렸고, 이 때문에 체포되어 사사되었다고 한다. 원사 헌종 본기에는 카다카치 카툰과 함께 사사되었다는 설도 있고, 마녀 혐의로 처형되었다는 설도 있다. 신원사 6권에 의하면 1252년 4월에 처형되었다 한다. 그런데 사망 시점은 1252년 여름이었다는 설이 있다.

### 사후
오굴 카미시의 지지자 72인 역시 몽케 칸에 의해 체포되고, 돌에 맞아 투석사형당했다. 입에 돌을 물려 죽였다는 설도 있다. 몽케 칸은 이들 외에도 오고타이계, 차가타이계 왕족들을 숙청하였다.
몽케는 귀위크의 적자인 그녀의 아들 호자, 나쿠 죽음은 면하게 했으나 변방으로 추방하였다. 그녀의 두 아들은 금고형을 당했다는 설도 있다. 시레문 추대 운동 실패 후 오고타이계 왕자들은 권좌에서 몰락하였다. 후에 쿠빌라이 칸은 태묘를 건립하면서 1266년 10월 그녀의 시호를 흠숙황후(欽淑皇后)라 하였다.

## 기년
| 오굴 카미시 카툰    | 원년       | 2년        | 3년        | 4년        |
| 서력                | 1248년     | 1249년     | 1250년     | 1251년     |
| 육십간지 (六十干支) | 무신(戊申) | 기유(己酉) | 경술(庚戌) | 신해(辛亥) |